# Calendario UCI Femenino 2024
El Calendario UCI Femenino 2024 (oficialmente: Women Elite Ranking), también denominado Ranking UCI Femenino 2024, empezó el 20 de enero en España con la Trofeo Felanich-Colonia de San Jorge y finalizará el 20 de octubre en Costa Rica con la Vuelta Internacional Femenina a Costa Rica.

## Equipos, carreras y categorías
- Para la lista de equipos profesionales véase: Equipos

En estas carreras pueden participar prácticamente todos los equipos. Las únicas limitaciones se sitúan en que los equipos amateurs no pueden participar en las carreras del UCI WorldTour Femenino 2024 (las de mayor categoría) y los equipos mixtos solo pueden participar en las carreras .2 (las de menor categoría).
En los Campeonatos Continentales (CC) también pueden puntuar todo tipo de equipos y corredoras de ese continente; y dependiendo la legislación de su federación continental también pueden participar, sin poder puntuar, corredoras fuera de ese continente.

### Categorías
Fuera del UCI WorldTour Femenino 2024 destacarán las XX carreras de categoría .Pro y .1 (XX por etapas y XX de un día). En el siguiente cuadro se muestran las carreras más destacadas con esa puntuación ordenado por países.
| Carrera                                                                   | Categoría |
| ------------------------------------------------------------------------- | --------- |
| Omloop Het Nieuwsblad-vrouwen elite / Circuit Het Nieuwsblad-Femmes Elite | 1.Pro     |
| Nokere Koerse femenina                                                    | 1.Pro     |
| Gran Premio Bruno Beghelli Femenino                                       | 1.Pro     |
| Festival Luxemburgués de Ciclismo Femenino Elsy Jacobs                    | 2.Pro     |
| Tour de Thüringe Femenino                                                 | 2.Pro     |
| Giro de Italia Femenino                                                   | 2.Pro     |
| Vuelta a la Comunidad Valenciana Femenina                                 | 1.1       |
| Setmana Ciclista Valenciana                                               | 2.1       |
| Gran Premio Ciudad de Eibar                                               | 1.1       |
| Clásica Navarra                                                           | 1.1       |
| Emakumeen Nafarroako Klasikoa                                             | 1.1       |
| BeNe Ladies Tour                                                          | 2.1       |
| A través de Flandes                                                       | 1.1       |
| Dwars door de Westhoek                                                    | 1.1       |
| Gooik-Geraardsbergen-Gooik                                                | 1.1       |
| Lotto Belgium Tour                                                        | 2.1       |
| SPAR Flanders Diamond Tour                                                | 1.1       |
| Spar-Omloop van het Hageland-Tielt-Winge                                  | 1.1       |
| Trofeo Maarten Wynants                                                    | 1.1       |

| Carrera                                   | Categoría |
| ----------------------------------------- | --------- |
| Grand Prix Cycliste de Gatineau - RR      | 1.1       |
| Grand Prix Cycliste de Gatineau - ITT     | 1.1       |
| Winston Salem Cycling Classic             | 1.1       |
| Independence Cycling Classic              | 1.1       |
| La Classique Morbihan                     | 1.1       |
| Gran Premio de Plumelec-Morbihan Femenino | 1.1       |
| Chrono Champenois-Trophée Européen        | 1.1       |
| Chrono des Nations                        | 1.1       |
| Giro del Trentino Alto Adige-Südtirol     | 1.1       |
| Giro de Emilia Femenino                   | 1.1       |
| EPZ Omloop van Borsele                    | 1.1       |
| Tour de Polonia Femenino                  | 2.1       |
| Tour de Yorkshire                         | 1.1       |
| 947 Cycle Challenge                       | 1.1       |
| Tour de Tailandia                         | 2.1       |

Además, al igual que en los Circuitos Continentales UCI, también puntúan los campeonatos nacionales de ruta y contrarreloj (CN) así como el Campeonato Mundial (CM) de ese año.

## Calendario
- Para las carreras de máxima categoría véase: UCI WorldTour Femenino 2024

Las siguientes son las 74 carreras que componen actualmente el calendario UCI Femenino 2024 (actualizado por la UCI a enero de 2024), aunque el calendario puede sufrir modificaciones a lo largo de la temporada con la inclusión de nuevas carreras o exclusión de otras.
| Calendario UCI Femenino 2024   | Calendario UCI Femenino 2024 | Calendario UCI Femenino 2024                            | Calendario UCI Femenino 2024 | Calendario UCI Femenino 2024 |
| Fecha                          | País                         | Carrera                                                 | Ganador                      |                              |
| ------------------------------ | ---------------------------- | ------------------------------------------------------- | ---------------------------- | ---------------------------- |
| 20 de ene                      | España                       | Trofeo Felanitx-Colònia de Sant Jordi (Women)           | Noemi Rüegg                  |                              |
| 20 de ene                      | Nueva Zelanda                | Gravel and Tar La Femme                                 | Kate McCarthy                |                              |
| 21 de ene                      | España                       | Trofeo Palma Femina                                     | Magdeleine Vallieres         |                              |
| 22 de ene                      | España                       | Trofeo Binissalem-Andratx                               | Eleonora Gasparrini          |                              |
| 28 de ene                      | España                       | Women Cycling Pro Costa De Almería                      | Olivia Baril                 |                              |
| 3 de feb                       | Turquía                      | Grand Prix Apollon Temple                               | cancelada                    |                              |
| 4 de feb                       | España                       | Vuelta a la Comunitat Valenciana Feminas                | Cédrine Kerbaol              |                              |
| 15 – 18 de febrero             | España                       | Setmana Ciclista Valenciana                             | Marlen Reusser               |                              |
| 25 de feb                      | España                       | Clàssica d'Almeria                                      | Lauren Stephens              |                              |
| 25 de feb                      | Bélgica                      | Omloop van het Hageland                                 | Kristen Faulkner             |                              |
| 27 de feb                      | Bélgica                      | Le Samyn femenina                                       | Vittoria Guazzini            |                              |
| 28 de feb                      | Croacia                      | Umag Trophy Ladies                                      | Sara Fiorin                  |                              |
| 3 de mar                       | Italia                       | Trofeo Oro in Euro                                      | Elisa Longo Borghini         |                              |
| 3 de mar                       | Croacia                      | Poreč Trophy Ladies                                     | Petra Zsanko                 |                              |
| 4 de mar                       | El Salvador                  | Grand Prix Suf City El Salvador                         | Antri Christoforou           |                              |
| 5 de mar                       | El Salvador                  | Grand Prix el Salvador                                  | Valentina Basilico           |                              |
| 5 – 9 de marzo                 | Italia                       | Trofeo Ponente in Rosa                                  | Kim Cadzow                   |                              |
| 6 de mar                       | El Salvador                  | Grand Prix Presidente                                   | Elena Hartmann               |                              |
| 6 de mar                       | Bélgica                      | Grand Prix Oetingen                                     | Lorena Wiebes                |                              |
| 8 – 12 de marzo                | El Salvador                  | Vuelta a El Salvador                                    | Elena Hartmann               |                              |
| 8 – 10 de marzo                | España                       | Vuelta Extremadura Féminas                              | Mareille Meijering           |                              |
| 9 de mar                       | Países Bajos                 | Drentse Acht van Westerveld                             | Sofie van Rooijen            |                              |
| 13 de mar                      | El Salvador                  | Grand Prix Indes                                        | Aranza Villalón              |                              |
| 13 de mar                      | Bélgica                      | Nokere Koerse femenina                                  | Lotte Kopecky                |                              |
| 14 – 17 de marzo               | Francia                      | Tour de Normandie Féminin                               | Mie Bjørndal Ottestad        |                              |
| 14 – 17 de marzo               | Guatemala                    | Vuelta Femenina a Guatemala                             | Valentina Basilico           |                              |
| 27 de mar                      | Bélgica                      | A Través de Flandes femenina                            | Marianne Vos                 |                              |
| 1 de abr                       | Bélgica                      | Ronde de Mouscron                                       | Daria Pikulik                |                              |
| 3 de abr                       | Bélgica                      | Scheldeprijs femenina                                   | Lorena Wiebes                |                              |
| 3 de abr                       | Francia                      | Région Pays de la Loire Tour-Féminin                    | Michaela Drummond            |                              |
| 8 – 10 de abril                | Tailandia                    | Tour de Tailandia femenino                              | Jutatip Maneephan            |                              |
| 10 de abr                      | Bélgica                      | Flecha Brabanzona Femenina                              | Elisa Longo Borghini         |                              |
| 14 de abr                      | Francia                      | Grand Prix de Chambéry                                  | Lore De Schepper             |                              |
| 19 – 23 de abril               | Italia                       | Giro Mediterraneo Rosa                                  | Lara Gillespie               |                              |
| 20 de abr                      | Países Bajos                 | Omloop van Borsele                                      | Sofie van Rooijen            |                              |
| 24 – 28 de abril               | Estados Unidos               | Tour de Gila                                            | Lauren Stephens              |                              |
| 25 de abr                      | Italia                       | Gran Premio della Liberazione femenino                  | Chiara Consonni              |                              |
| 25 – 28 de abril               | República Checa              | Gracia-Orlová                                           | Corinna Lechner              |                              |
| 27 de abr                      | Luxemburgo                   | Festival Elsy Jacobs à Garnich                          | Marta Lach                   |                              |
| 28 de abr                      | Luxemburgo                   | Festival Elsy Jacobs à Luxembourg                       | Marta Lach                   |                              |
| 1 de may                       | Bélgica                      | Cyclis Classic                                          | Anne Knijnenburg             |                              |
| 3 de may                       | Francia                      | La Classique Morbihan                                   | Eleonora Gasparrini          |                              |
| 4 de may                       | Francia                      | Gran Premio de Plumelec-Morbihan Femenino               | Silvia Persico               |                              |
| 4 de may                       | Bélgica                      | Grote Prijs Euromat                                     | Chiara Consonni              |                              |
| 5 de may                       | Bélgica                      | Trofeo Maarten Wynants                                  | Anniina Ahtosalo             |                              |
| 8 de may                       | España                       | Clásica Féminas de Navarra                              | Hannah Ludwig                |                              |
| 11 – 12 de mayo                | Serbia                       | Belgrade GP Woman Tour                                  | Hanna Tseraj                 |                              |
| 14 de may                      | España                       | Durango-Durango Emakumeen Saria                         | Cédrine Kerbaol              |                              |
| 17 de may                      | Países Bajos                 | Veenendaal Veenendaal Classic Femenina                  | Riejanne Markus              |                              |
| 19 de may                      | Bélgica                      | Antwerp Port Epic Ladies                                | Lara Gillespie               |                              |
| 20 de may                      | Bélgica                      | Grand Prix Mazda Schelkens                              | Martina Fidanza              |                              |
| 22 – 24 de mayo                | Francia                      | Tour de Bretaña femenino                                | Grace Brown                  |                              |
| 23 – 26 de mayo                | República Checa              | Tour de Feminin-O cenu Ceskeho Svycarska                | Julia Kopecky                |                              |
| 24 – 27 de mayo                | Estados Unidos               | Joe Martin Stage Race Women                             | cancelada                    |                              |
| 25 de may                      | Estonia                      | Ladies Tour of Estonia                                  | Eline Van Rooijen            |                              |
| 25 de may                      | Países Bajos                 | Omloop der Kempen Ladies                                | Sara Fiorin                  |                              |
| 26 de may                      | España                       | Gran Premio Ciudad de Eibar                             | Yurani Blanco Calbet         |                              |
| 27 – 29 de mayo                | Uzbekistán                   | Tour of Bostonliq Ladies                                | Yanina Kuskova               |                              |
| 29 de mayo – 2 de junio        | España                       | Vuelta Ciclista Andalucia (women)                       | Mavi García                  |                              |
| 2 de jun                       | Francia                      | Alpes Gresivaudan Classic                               | Marion Bunel                 |                              |
| 2 de jun                       | Bélgica                      | Dwars door de Westhoek                                  | Kathrin Schweinberger        |                              |
| 7 – 9 de junio                 | España                       | Volta a Cataluña Femenina                               | Marianne Vos                 |                              |
| 8 de jun                       | Bélgica                      | Dwars door het Hageland (women)                         | Lucinda Brand                |                              |
| 9 de jun                       | Bélgica                      | Diamond Tour                                            | Chiara Consonni              |                              |
| 14 – 16 de junio               | Francia                      | Tour Féminin International des Pyrénées                 | Usoa Ostolaza                |                              |
| 25 – 30 de junio               | Alemania                     | Tour de Turingia femenino                               | Ruth Winder                  |                              |
| 28 – 30 de junio               | Polonia                      | Tour de Pologne Women                                   | Laura Molenaar               |                              |
| 3 – 7 de julio                 | Portugal                     | Volta a Portugal Feminina                               | India Grangier               |                              |
| 6 de jul                       | Eslovaquia                   | Ladies Race Slovakia                                    | Viktória Chladoňová          |                              |
| 7 de jul                       | Bélgica                      | 2-Districtenpijl                                        | Daria Pikulik                |                              |
| 14 de jul                      | Bélgica                      | Grote Prijs Beveren                                     | Fien Van Eynde               |                              |
| 17 – 21 de julio               | Bélgica                      | BeNe Ladies Tour                                        | Lorena Wiebes                |                              |
| 20 de jul                      | Francia                      | La Périgord Ladies                                      | Josie Talbot                 |                              |
| 21 de jul                      | Francia                      | La Picto-Charentaise                                    | Sheyla Gutiérrez             |                              |
| 23 – 28 de julio               | Malasia                      | Tour de Malasia Femenino                                | cancelada                    |                              |
| 25 – 28 de julio               | Polonia                      | Princess Anna Vasa Tour                                 | Lieke Nooijen                |                              |
| 30 de jul                      | Francia                      | Kreiz Breizh Elites femenina                            | Anouska Helena Koster        |                              |
| 2 – 4 de agosto                | Alemania                     | Tour de Berlin Feminin                                  | cancelada                    |                              |
| 15 de ago                      | Bélgica                      | GP Yvonne Reynders                                      | Scarlett Souren              |                              |
| 20 – 25 de agosto              | Colombia                     | Vuelta a Colombia Femenina                              | Lilibeth Chacón              |                              |
| 20 de ago                      | Bélgica                      | Egmont Cycling Race Women                               | Lieke Nooijen                |                              |
| 22 de ago                      | Bélgica                      | Grote Prijs Lucien Van Impe (Women)                     | Evy Kuijpers                 |                              |
| 23 de ago                      | Bélgica                      | Konvert Kortrijk Koerse                                 | Sofie van Rooijen            |                              |
| 29 de agosto – 1 de septiembre | Italia                       | Giro de la Toscana-Memorial Michela Fanini              | Margot Vanpachtenbeke        |                              |
| 1 de sep                       | Suiza                        | Chrono «Roland bouge !»                                 | Cédrine Kerbaol              |                              |
| 1 de sep                       | Bélgica                      | Grand Prix Beerens                                      | Sofie van Rooijen            |                              |
| 3 – 8 de septiembre            | Francia                      | Tour Cycliste Féminin International de l'Ardèche        | Thalita De Jong              |                              |
| 7 de sep                       | Francia                      | À travers les Hauts-de-France                           | cancelada                    |                              |
| 8 de sep                       | Francia                      | Gran Premio de Fourmies femenino                        | Silvia Zanardi               |                              |
| 15 de sep                      | Francia                      | Gran Premio de Isbergues Femenino                       | Maaike Boogaard              |                              |
| 15 de sep                      | Alemania                     | Women's Cycling Grand Prix Stuttgart & Region           | Eleonora Gasparrini          |                              |
| 15 de sep                      | España                       | Pionera Race                                            | Debora Silvestri             |                              |
| 18 de sep                      | Bélgica                      | Grisette Grand Prix de Wallonie                         | Karlijn Swinkels             |                              |
| 20 – 21 de septiembre          | Bélgica                      | Trophée des Grimpeuses                                  | Karlijn Swinkels             |                              |
| 20 de sep                      | Canadá                       | Chrono Gatineau                                         | Franziska Brauße             |                              |
| 21 de sep                      | Canadá                       | Gran Premio Ciclista de Gatineau                        | Letizia Paternoster          |                              |
| 21 de sep                      | Francia                      | Mirabelle Classic                                       | cancelada                    |                              |
| 1 de oct                       | Brasil                       | GP Internacional de Ciclismo de Santa Catarina Feminino | cancelada                    |                              |
| 1 de oct                       | Bélgica                      | Binche-Chimay-Binche féminin                            | Cat Ferguson                 |                              |
| 2 de oct                       | Brasil                       | GP Urubici de Ciclismo Feminino                         | cancelada                    |                              |
| 3 de oct                       | Brasil                       | Grand Tour de Ciclismo de Santa Catarina Feminino       | cancelada                    |                              |
| 5 de oct                       | Italia                       | Giro de Emilia Femenino                                 | Elisa Longo Borghini         |                              |
| 8 – 9 de octubre               | República Popular China      | Tour de Wenzhou femenina                                | cancelada                    |                              |
| 8 de oct                       | Italia                       | Tres Valles Varesinos Femenino                          | Cédrine Kerbaol              |                              |
| 13 de oct                      | Francia                      | Chrono des Nations femenina                             | Grace Brown                  |                              |
| 17 – 20 de octubre             | Costa Rica                   | Vuelta Internacional Femenina a Costa Rica              | Esther Galarza               |                              |

## Clasificaciones Parciales (UCI World Ranking Femenino)
- No existe una clasificación exclusiva de este calendario. En el Ranking UCI Femenino se incluyen las 23 carreras del UCI WorldTour Femenino 2024. Esta clasificación se basa en los resultados de las últimas 52 semanas de acuerdo con el sistema "rolling", mismo sistema que el Ranking ATP y Ranking WTA de tenis.

Estas son las clasificaciones finales

### Individual
| Posición | Corredor     | Equipo | Puntos |
| -------- | ------------ | ------ | ------ |
| 1.º      | '            |        |        |
| 2.º      | Bandera de ? |        |        |
| 3.º      | Bandera de ? |        |        |
| 4.º      | Bandera de ? |        |        |
| 5.º      | Bandera de ? |        |        |

### Clasificación por equipos
Esta clasificación se calcula sumando los puntos de las cinco mejores corredoras de cada equipo. Los equipos con el mismo número de puntos se clasifican de acuerdo a su corredora mejor clasificado.
| Posición | Equipo       | Puntos |
| -------- | ------------ | ------ |
| 1.º      | Bandera de ? |        |
| 2.º      | Bandera de ? |        |
| 3.º      | Bandera de ? |        |
| 4.º      | Bandera de ? |        |
| 5.º      | Bandera de ? |        |

### Países
La clasificación por países se calcula sumando los puntos de las cinco mejores corredoras de cada país. Los países con el mismo número de puntos se clasifican de acuerdo a su corredora mejor clasificado.
| Posición | País         | Puntos |
| -------- | ------------ | ------ |
| 1.º      | Bandera de ? |        |
| 2.º      | Bandera de ? |        |
| 3.º      | Bandera de ? |        |
| 4.º      | Bandera de ? |        |
| 5.º      | Bandera de ? |        |